# Villa Gobio
Villa Gobio è uno storico edificio di Roverbella, in provincia di Mantova.

## Storia e descrizione
Edificata probabilmente nel Rinascimento, venne ristrutturata nella metà del XVIII secolo e arricchita di stucchi rococò.
In origine un cortile antistante la villa era chiuso da due fabbricati, che furono abbattuti per creare una piccola piazza fronte strada. Una lapide con iscrizione in latino ricorda che nel 1713 venne dato dal proprietario Valentino Fanegota un ricevimento in villa in onore dell’imperatrice Elisabetta Cristina di Brunswick, moglie di Carlo VI d'Asburgo, di passaggio da Roverbella, proveniente da Mantova. Nel 1796 Villa Gobio divenne il quartier generale austriaco e successivamente vi soggiornò Napoleone, dopo la vittoriosa battaglia di Borghetto del 30 maggio. Nel 1866 vi soggiornò il principe Umberto, figlio del re Vittorio Emanuele II, di ritorno dalla disfatta di Custoza. 
Nel 1867 la proprietà venne ceduta al Comune.